# Toby Wing
Toby Wing, pseudonimo di Martha Virginia Wing (Amelia Courthouse, 14 luglio 1915 – Mathews, 22 marzo 2001), è stata un'attrice statunitense.
Il suo esordio sullo schermo risale al 1924, e nella sua carriera, durata quattordici anni, girò 53 film.

## Biografia
Nata nello stato della Virginia con il nome di Martha Virginia Wing, lavorò nel mondo del cinema dall'età di nove anni grazie al padre, Paul Wing, che lavorava come assistente di regia alla Paramount Pictures. Nel 1931 Toby diventò una delle prime Goldwyn Girls e nel 1932 lavorò con Mack Sennett in alcune sue comiche, una delle quali aveva come protagonista Bing Crosby. La ragazza colpì i produttori e cineasti, ma raramente le vennero affidati ruoli di primo piano. Più spesso le venivano affidate piccole parti dove doveva apparire poco vestita, almeno fino all'introduzione del Codice del 1934, che controllava la produzione dei film prima di immetterli sul mercato.
Conosciuta soprattutto come sex-symbol, Toby Wing venne imprestata ad altri studi e lavorò numerose volte per la Warner Bros. Scaduto il suo contratto, recitò in filmetti di serie B, ma aveva molti fan che la seguivano sulle riviste negli anni che vanno dal 1933 al 1938. Era molto conosciuta anche per le sue storie d'amore con personaggi famosi: nel 1935, si fidanzò con Jackie Coogan, ebbe anche una relazione con Maurice Chevalier e un'altra con Franklin D. Roosevelt, Jr.
Il suo ultimo ruolo da protagonista fu in un film sulla marina girato in Florida nel 1938 che però uscì nelle sale solo nel 1942. Nel frattempo, lei si era sposata con il pilota Dick Merrill, di vent'anni più vecchio di lei, e si era ritirata dal cinema. A Broadway, lavorò nel musical You Never Know, un flop di Cole Porter, che aveva come star Lupe Vélez, Clifton Webb, Libby Holman e Harold Murray. Con il marito, si ritirò in Florida, dove Merrill curava la gestione della linea aerea New York-Miami della Eastern Airlnes. La coppia si trasferì poi in Virginia, dove visse insieme fino alla morte di Merrill, nel 1982.

## Vita privata
Toby Wing sposò Dick Merrill nel 1938 e, nello stesso anno, si ritirò dallo schermo. Il marito era un famoso aviatore, pioniere dell'aviazione americana che, nella sua carriera, aveva conquistato numerosi record e che nel 1952, durante le elezioni, fu il pilota personale di Dwight D. Eisenhower. Il matrimonio tra Toby e Merrill durò sino al 1982, anno della morte di Merrill. La coppia ebbe due figli. 
L'attrice era sorella di Pat Wing (1916–2002), ballerina e attrice che lavorò in numerosi film per la Warner Bros. Il fratello Paul Reuben Wing (1926–1998) era diventato miliardario come costruttore. Toby Wing morì il 22 marzo 2001 all'età di 85 anni a Mathews, in Virginia.

## Filmografia
- A Boy of Flanders, regia di Victor Schertzinger (1924)
- A Woman Who Sinned, regia di Finis Fox (1924)
- Circe la maga (Circe, the Enchantress), regia di Robert Z. Leonard (1924)
- Percy, regia di Roy William Neill (1925)
- Zander the Great, regia di George W. Hill (1925)
- Marry Me, regia di James Cruze (1925)
- The Shining Adventure, regia di Hugo Ballin (1925)
- The Pony Express, regia di James Cruze (1925)
- American Pluck, regia di Richard Stanton (1925)
- Dollar Down, regia di Tod Browning (1925)
- Double Daring, regia di Richard Thorpe (1926)
- Il re dei chiromanti (Palmy Days), regia di A. Edward Sutherland (1931)
- Jimmy's New Yacht, regia di Del Lord (1932)
- The Loud Mouth, regia di Del Lord (1932)
- The Candid Camera, regia di Leslie Pearce (1932)
- Alaska Love, regia di Babe Stafford (1932)
- Neighbor Trouble, regia di Leslie Pearce (1932)
- Young Onions, regia di Michael Emmes (1932)
- Ma's Pride and Joy, regia di Leslie Pearce (1932)
- Il re dell'arena (The Kid from Spain), regia di Leo McCarey (1932)
- Blue of the Night, regia di Leslie Pearce (1933)
- Keyhole Katie, regia di Charles Lamont (1933)
- The King's Vacation, regia di John G. Adolfi (1933)
- Quarantaduesima strada (42nd Stree), regia di Lloyd Bacon (1933)
- Il piccolo gigante re dei gangsters (The Little Giant), regia di Roy Del Ruth (1933)
- Ala errante (Central Airport), regia di William A. Wellman e, non accreditato, Alfred E. Green (1933)
- Private Detective 62, regia di Michael Curtiz (1933)
- Baby Face, regia di Alfred E. Green (1933)
- College Humor, regia di Wesley Ruggles (1933)
- She Had to Say Yes, regia di George Amy e Busby Berkeley (1933)
- Arizona to Broadway, regia di James Tinling (1933)
- La nuova ora (This Day and Age), regia di Cecil B. DeMille (1933)
- Torch Singer, regia di Alexander Hall e George Somnes (1933)
- Search for Beauty, regia di Erle C. Kenton (1934)
- School for Girls, regia di William Nigh (1934)
- Come on Marines, regia di Henry Hathaway (1934)
- Il mistero del varietà (Murder at the Vanities), regia di Mitchell Leisen (1934)
- Il tempio del dottor Lamar (Kiss and Make-Up), regia di Harlan Thompson (1934)
- One Hour Late, regia di Ralph Murphy (1934)
- Thoroughbred, regia di Sam Newfield (1935)
- Two for Tonight, regia di Frank Tuttle (1935)
- Atterraggio forzato (Forced Landing), regia di Melville W. Brown (1935)
- Hill-Tillies, regia di Gus Meins (1936)
- Rhythmitis, regia di Roy Mack (1936)
- Mister Cinderella, regia di Edward Sedgwick (1936)
- With Love and Kisses, regia di Leslie Goodwins (1936)
- Silks and Saddles, regia di Robert F. Hill (1936)
- Sing While You're Able, regia di Marshall Neilan (1937)
- The Women Men Marry, regia di Errol Taggart (1937)
- La moglie bugiarda (True Confession), regia di Wesley Ruggles (1937)
- Un caso fortunato (Mr. Boggs Steps Out), regia di Gordon Wiles (1938)
- The Marines Come Thru, regia di Louis J. Gasnier (1938)
- Bisticci d'amore (Sweethearts), regia di W. S. Van Dyke e, non accreditato, Robert Z. Leonard (1938)

### Film o documentari dove appare Toby Wing
- Hollywood Extra Girl documentario, regia di Herbert Moulton (1935)